# 文倫
文倫（1829年—？年），成都駐防正黃旗蒙古人，由文生中式同治三年甲子科繙譯舉人，同治四年乙丑科繙譯會試中式進士，引見，奉旨：文倫着分部行走。欽此。簽分吏部，由吏部額外主事改歸知縣原班銓選。同治十一年選授雲南江川縣知縣，是年九月二十三日到省，十二年三月初十日到任